# Jüdisches Gemeindehaus (Brandenburg an der Havel)

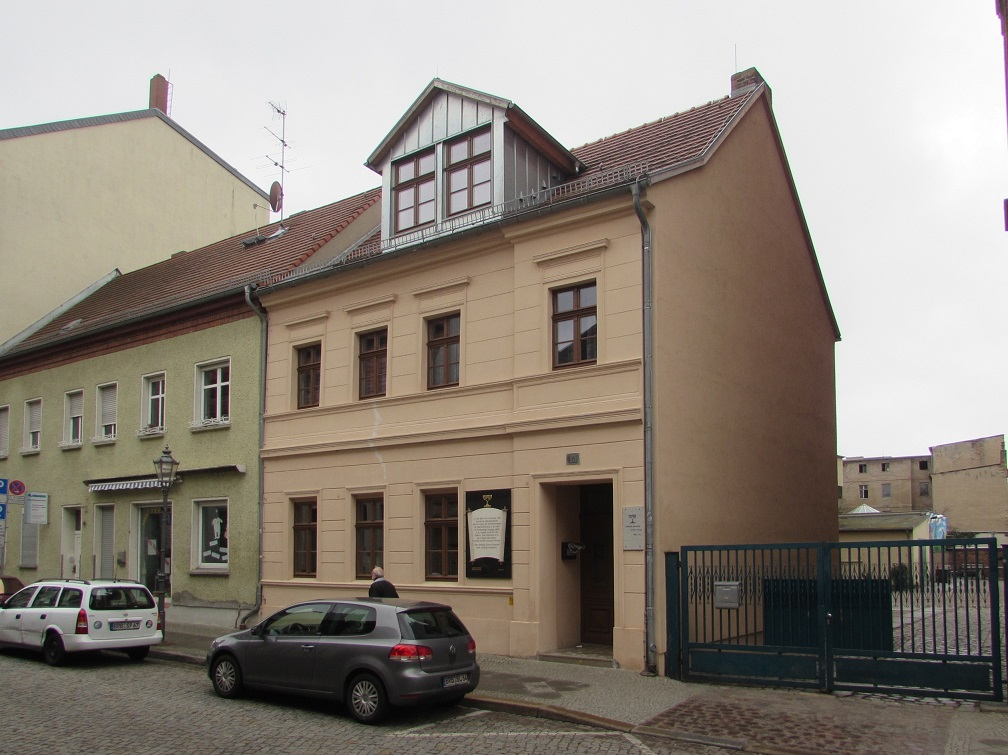
Das Jüdische Gemeindehaus in der Großen Münzenstraße 15 in Brandenburg an der Havel

Das Jüdische Gemeindehaus in Brandenburg an der Havel ist Synagoge und Gemeindezentrum der Jüdischen Gemeinde der Stadt. Das Gebäude unter der Adresse Große Münzenstraße 15 ist als Baudenkmal ausgewiesen, Gedenkstätte und unmittelbar mit der Geschichte des Judentums in Brandenburg an der Havel verknüpft.

## Geschichte des Judentums in der Stadt Brandenburg

### Bis 1933
| Jahr | Juden in der Stadt Brandenburg bis 1945 |
| ---- | --------------------------------------- |
| 1720 | 5 Familien                              |
| 1788 | 19 Familien                             |
| 1809 | 15 Familien                             |
| 1827 | 132                                     |
| 1840 | 127                                     |
| 1850 | 162                                     |
| 1860 | 200                                     |
| 1893 | 209                                     |
| 1909 | 288                                     |
| 1926 | 480                                     |
| 1929 | 310                                     |
| 1933 | ca. 200                                 |
| 1939 | 199                                     |
| 1942 | 0 (?)                                   |
| 1945 | 10                                      |

Bereits im frühen 14. Jahrhundert waren mehrere jüdische Familien in den beiden Städten Altstadt und Neustadt angesiedelt. Die jüdischen Bewohner unterstanden dem Markgrafen der Mark Brandenburg. Bereits um das Jahr 1322 existierte in Neustadt eine Synagoge. Ein jüdischer Friedhof befand sich südöstlich der Stadtbefestigung.
In den Jahren 1348/49 kam es zu Pestpogromen und zur Vertreibung der jüdischen Bewohner aus beiden Städten. Jedoch siedelten sich nur wenige Jahrzehnte später wieder Juden vornehmlich in Neustadt an. 1510 wurden im Zuge einer angeblichen Hostienschändung in Berlin wahrscheinlich Juden der Städte auf dem Scheiterhaufen umgebracht. Weiterhin kam es in diesem Zusammenhang wiederum zu einer umfassenden Vertreibung. Etwa zwei Jahrzehnte später, um 1530, siedelten sich wieder Juden an, die jedoch 1571 abermals wie alle Juden aus der Mark Brandenburg vertrieben wurden. Diese Vertreibung bedeutete das völlige Erliegen jüdischen Gemeindelebens für etwa einhundert Jahre. Erst im späten 17. Jahrhundert durfte sich wieder eine aus Wien vertriebene jüdische Familie nach einem Edikt des Kurfürsten ansiedeln. Im frühen 18. Jahrhunderts wuchs die Zahl jüdischer Bewohner, sodass sich 1729 eine neue Synagogengemeinde gründete. Die Gemeinde legte 1747 den neuen Jüdischen Friedhof (Jüdischer Friedhof in der Geschwister-Scholl-Straße) an, dessen ältester Grabstein das Jahr 1756 verzeichnete.
Durch ein Edikt aus dem Jahr 1671 war den Juden der Bau einer Synagoge verboten. Der preußische König knüpfte an die Erlaubnis eines Synagogenbaus die Bedingung, dass die jüdische Gemeinde eine bestimmte Menge Porzellan aus der Königlichen Porzellan-Manufaktur abzunehmen hatte. Aufgrund finanzieller Schwierigkeiten konnte so erst 1782 ein erstes Bethaus in der Großen Münzenstraße eingerichtet werden. Dieses wurde in der ersten Hälfte des 19. Jahrhunderts mehrfach erweitert. 1840 wurde ebenfalls der Friedhof der Gemeinde erweitert.
Bis zur Mitte des 19. Jahrhunderts hielt die Gemeinde am orthodoxen Ritus fest. Nach Einführung einer neuen Synagogenordnung 1860 wurde der Gottesdienst reformiert. Im Jahr 1883 wurde das bestehende Bethaus in der Großen Münzenstraße abgerissen und an dessen Stelle auf der Rückseite des Grundstücks unter der Hausnummer 15 eine größere Synagoge errichtet. Sie wurde im Stil der Neuromanik aus Backstein gebaut und hatte eine maurische Kuppel. Die Synagoge wurde vom aus Breslau stammenden Baumeister Julius Nathanson errichtet. Der Bau bot Platz für etwa 170 Gläubige.
Im frühen 20. Jahrhundert waren die meisten Juden der Stadt Brandenburg an der Havel Kaufleute. Nach Gründung der großen Krankenhauseinrichtung wurde Anfang der 1920er Jahre ein eigener Jüdischer Friedhof der Landesanstalt Görden für verstorbene Patienten angelegt. Während der 19 Jahre seines Betriebes wurden auf diesem 46 Menschen beerdigt. Mitte der 1920er Jahre erreichte die jüdische Bevölkerung und die Gemeindegröße ihren historischen Höchststand. Jedoch kam es bereits im Zuge der Weltwirtschaftskrise zu einer starken Abwanderung.

### NS-Zeit

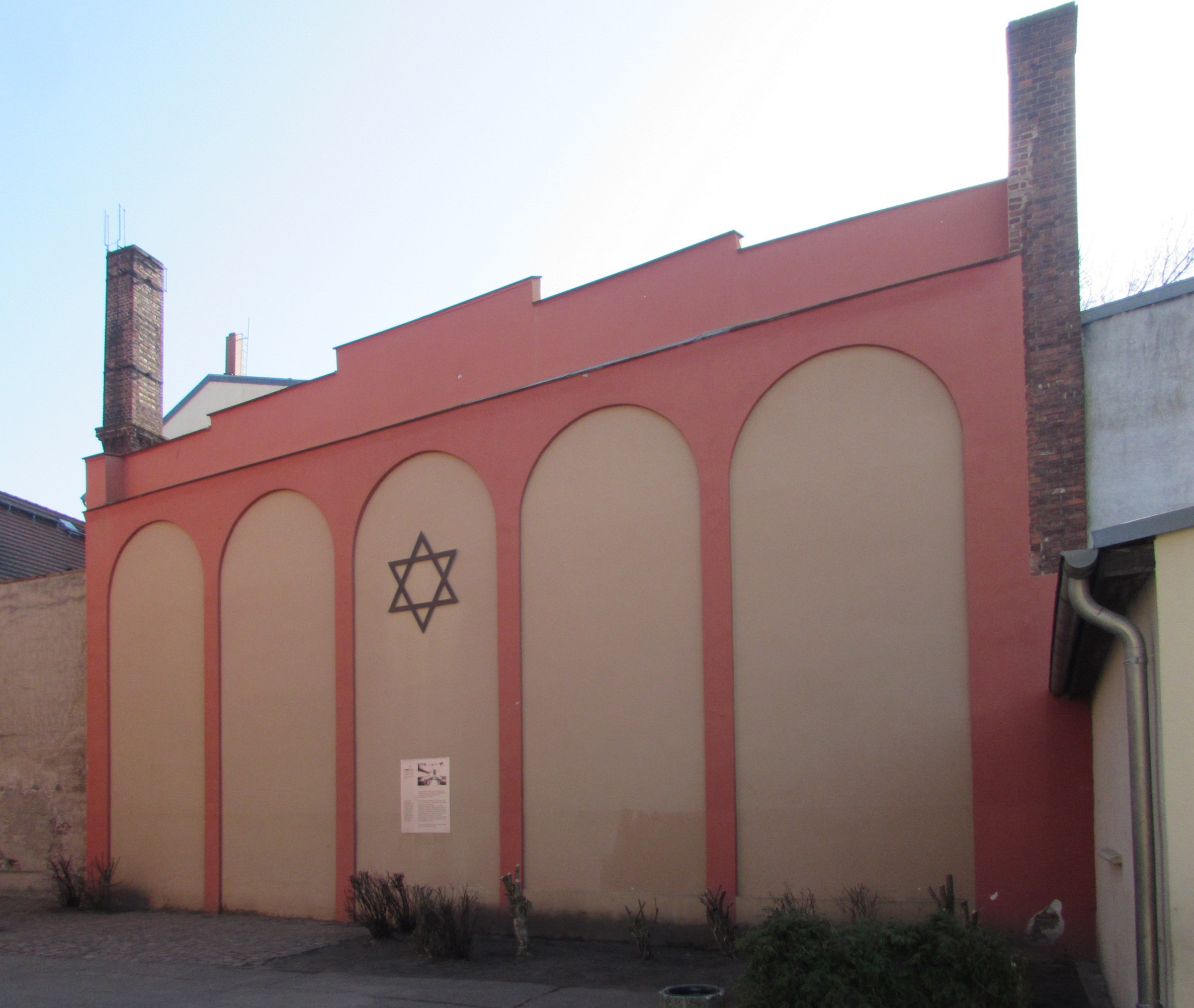
Südwand der 1938 niedergebrannten Synagoge; Gedenkstätte auf dem Pausenhof der Frederic-Joliot-Curie-Schule hinter dem Gemeindehaus

Mit der Machtergreifung durch die Nazis verschlechterte sich die Situation für die Juden der Stadt. Der „Judenboykott“ am 1. April 1933 betraf mehrere jüdische Geschäfte. In der Reichspogromnacht vom 9. auf den 10. November 1938 wurde das Gotteshaus durch die Nazis zunächst geplündert und anschließend niedergebrannt. Das der Synagoge vorgelagerte Gemeindehaus blieb unzerstört. Die Brandstiftung wurde durch die Brandenburger Feuerwehr bewerkstelligt. Sie fachte das Feuer mit Brandbeschleuniger, Benzin an. Weiterhin hatte sie den Auftrag, lediglich die benachbarten Häuser zu schützen. Organisator der Zerstörung und antisemitischen Übergriffe war Wilhelm Sievers, der damalige Oberbürgermeister der Stadt. Während der Pogrome wurden der Rabbiner Josef Rosenzweig und der Chasan, die beide im Vorderhaus wohnten, schwer misshandelt. Weiterhin inhaftierte man jüdische Bewohner der Stadt und demütigte sie. Auch der Jüdische Friedhof der Stadt wurde geschändet und die Trauerhalle verwüstet. Nach Abtragung der Ruine der Synagoge blieb einzig die südliche Außenwand stehen. Sie wurde in den Pausenhof einer benachbarten Schule, der späteren Frederic-Joliot-Curie-Schule, integriert.
Ein Teil der jüdischen Bewohner Brandenburgs konnte sich durch Flucht ins Ausland in Sicherheit bringen. Der größte Teil jedoch blieb und wurde in den folgenden Jahren in Vernichtungslager deportiert. Die letzten noch in der Stadt lebenden Mitglieder der Jüdischen Gemeinde wurden am 13. April 1942 deportiert. So überlebten von etwa 200 Juden, die 1933 in Brandenburg an der Havel gelebt hatten, nur etwa zehn in der Stadt.

### Nach 1945

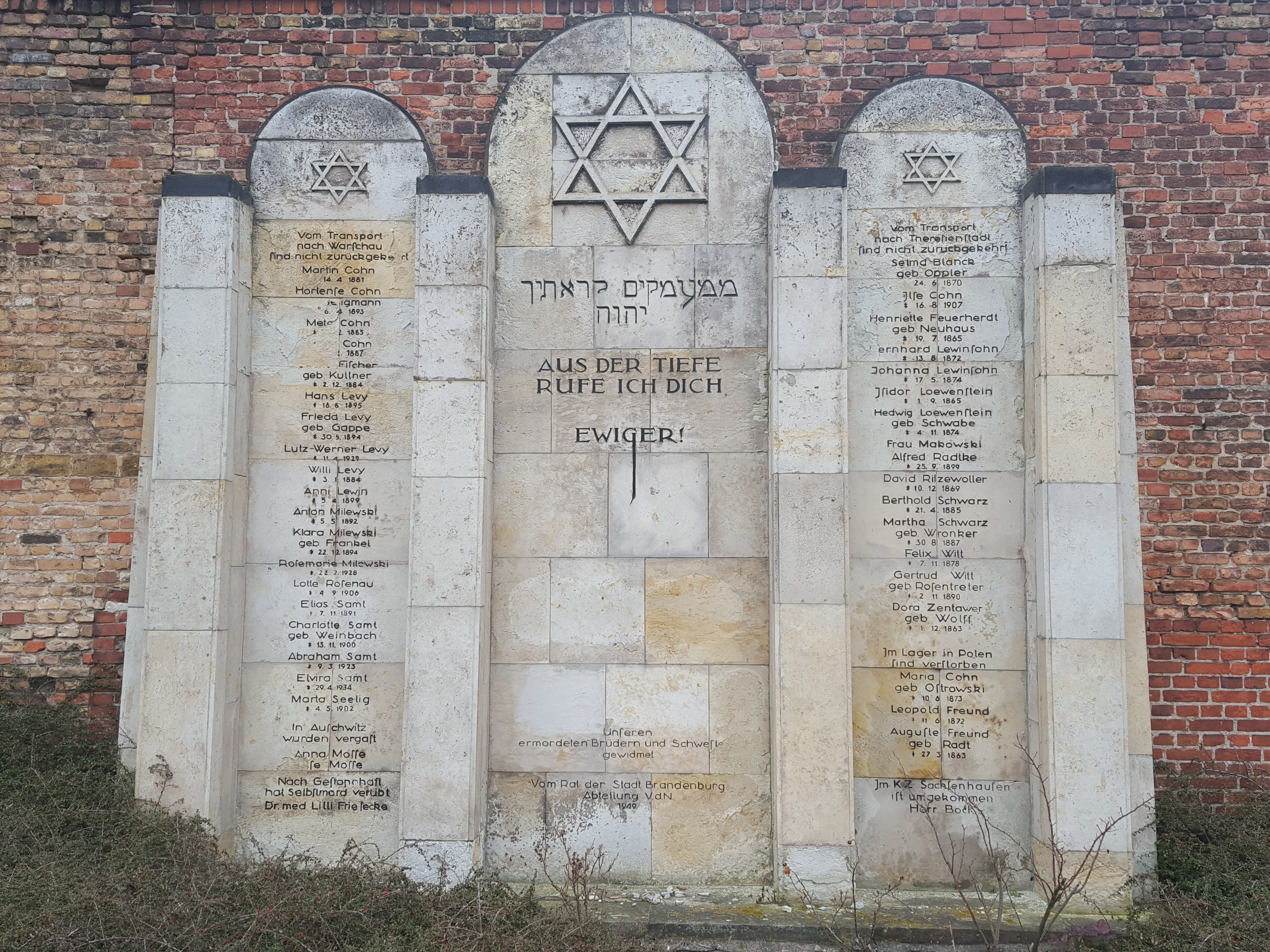
Gedenkstätte Jüdischer Friedhof in der Geschwister-Scholl-Straße

1951 wurde auf dem Gelände des Jüdischen Friedhofs, der in den letzten Kriegswochen durch Bomben zerstört wurde, eine Gedenkstätte eingerichtet. Es wurde eine Gedenktafel installiert, auf der die Namen der während der NS-Zeit ermordeten jüdischen Bürger der Stadt, vermerkt wurden. Die erhaltene Außenwand der zerstörten Synagoge auf dem Pausenhof der Frederic-Joliot-Curie-Schule wurde ebenfalls zu einer Gedenkstätte. Auch dort wurde eine Gedenktafel angebracht.
Bis in die 1990er Jahre blieb die jüdische Gemeinde, die seit dem Ende des Krieges das Gemeindehaus für ihre Gottesdienste und als religiösen Mittelpunkt nutzt, klein. Erst durch jüdische Zuwanderung aus der ehemaligen Sowjetunion wuchs die Gemeinde wieder an. So lebten 2006 wieder etwa 100 Juden in der Stadt. Bereits 2010 waren es etwa 160. Eine Stiftung des in New York City lebenden Jonathan Spielman finanzierte der jüdischen Gemeinde eine neue Thora.

## Gemeindehaus

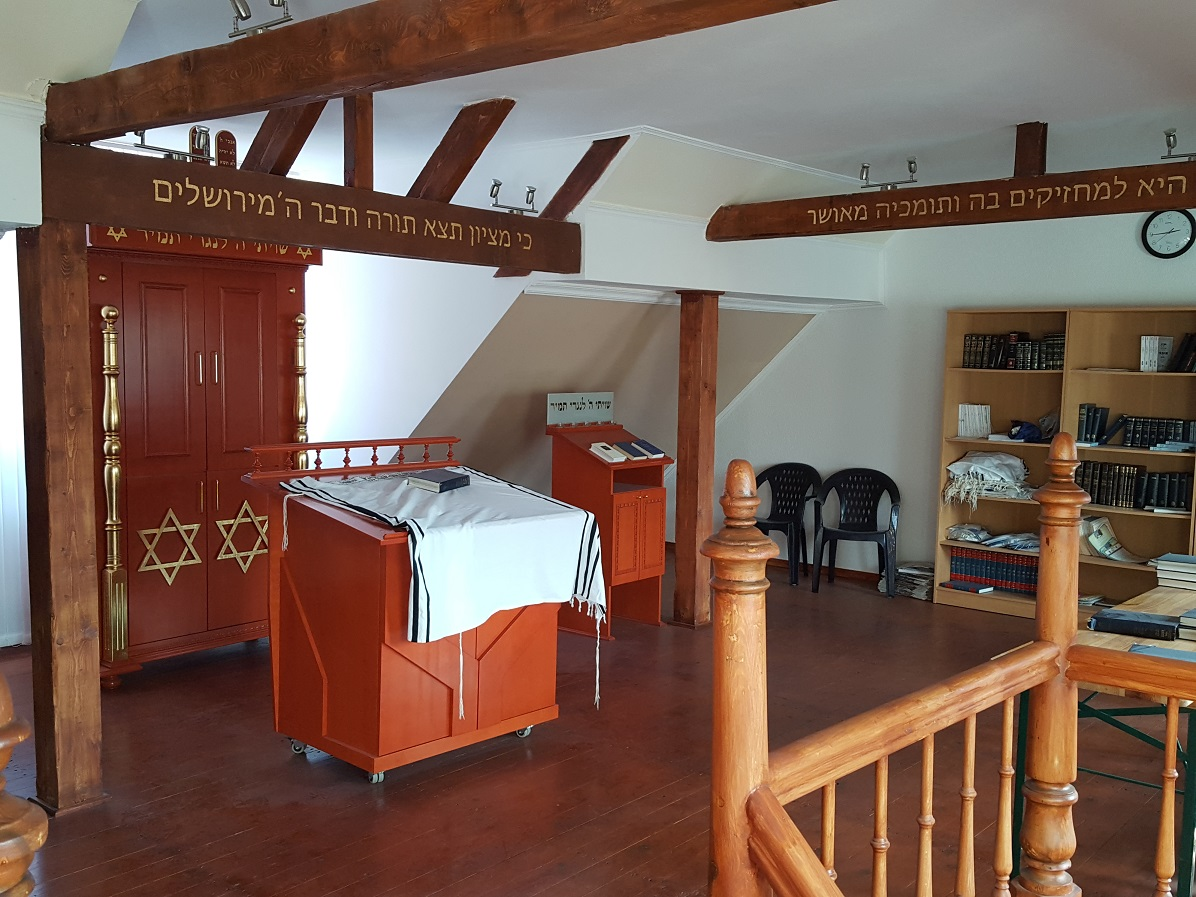
Gebetsraum im Dachgeschoss des Gemeindehauses

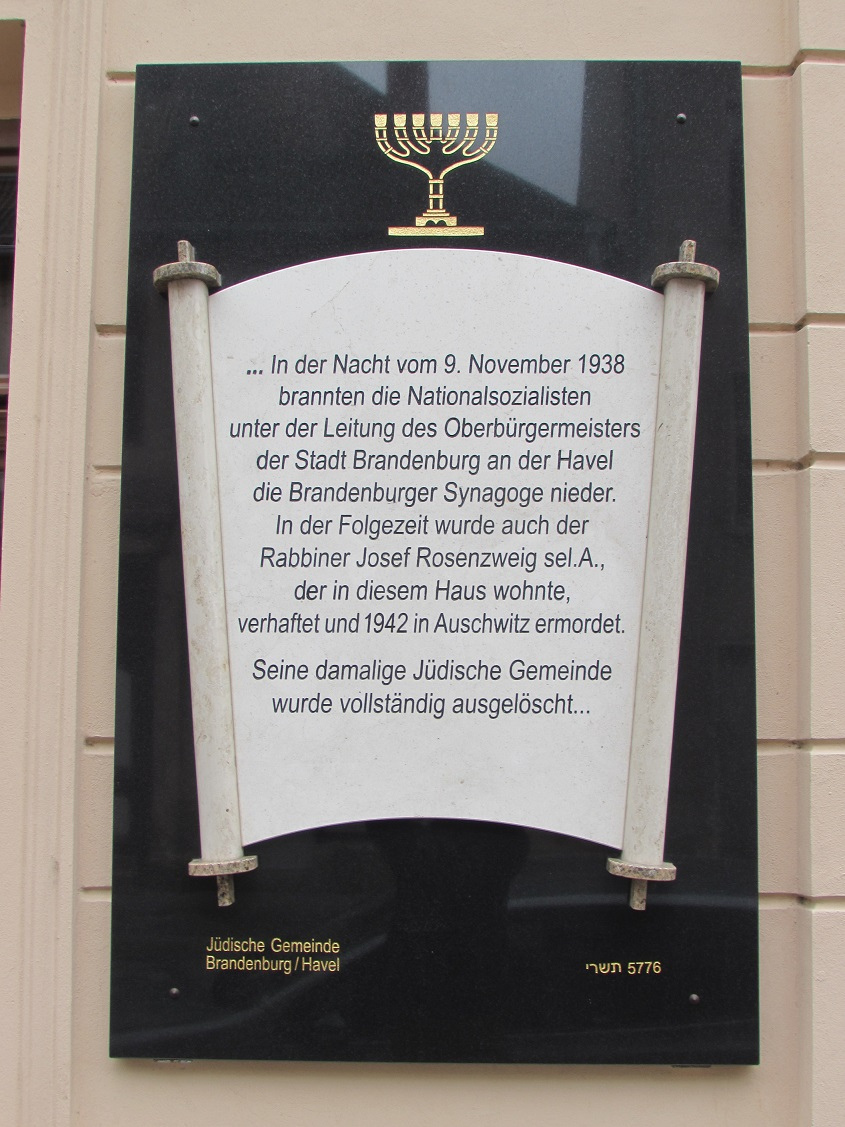
Gedenktafel am Gemeindehaus

Das jüdische Gemeindehaus ist ein zweistöckiger und vierachsiger Putzbau. Es steht traufständig zur Großen Münzenstraße. Die äußere rechte, die nördlichste Achse mit dem Zugang und einem Fenster im Obergeschoss bildet einen leicht vorspringenden Seitenrisaliten. Der Zugang ist über eine steinerne Stufe zu erreichen. In diese ist der Schriftzug „Salve“ eingearbeitet. Neben dem Risalit als vertikale Gliederung der Fassade ist diese noch verschiedentlich horizontal gegliedert. So finden sich mehrere Gesimse und Putzstreifen. Die Rechteckfenster des Untergeschosses sind profiliert umrandet, die das Obergeschoss verdacht. Im Dachgeschoss wurde im Zuge einer Modernisierung eine mit Blech verkleidete zweiachsige Giebelgaube eingearbeitet. Das Dach ist mit roten Biberschwänzen eingedeckt.
Links neben dem Zugang zum Gebäude wurde eine Gedenktafel installiert. Auf dieser steht geschrieben:

„… In der Nacht vom 9. November 1938 brannten die Nationalsozialisten unter der Leitung des Oberbürgermeisters der Stadt Brandenburg an der Havel die Brandenburger Synagoge nieder. In der Folgezeit wurde auch der Rabbiner Josef Rosenzweig sel.A., der in diesem Haus wohnte, verhaftet und 1942 in Auschwitz ermordet. Seine damalige Jüdische Gemeinde wurde vollständig ausgelöscht...“

Eine zweite steinerne Tafel ist rechts des Eingangs angebracht, in der die Menora und „Jüdische Gemeinde“ in Deutsch und „קהילהיהוךית בית כנסת“ in Hebräisch eingraviert ist.
Im Inneren des Hauses finden sich über drei Stockwerke Räume, die verschiedentlich von der Gemeinde genutzt werden. Diese sind jeweils individuell gestaltet. Im Dachgeschoss befindet sich der Gebetsraum, in dem auch die Thora gelagert ist. Im Obergeschoss sind ein Saal für Veranstaltungen und eine Bibliothek eingerichtet. Die Wände des Gemeindesaals sind mit den Namen von Städten mit jüdischen Gemeinden rund um den Erdball tapeziert. Ein weiterer Saal befindet sich im Erdgeschoss.